# Kordaj
Kordaj (kaz. Қордай) – wieś w Kazachstanie; w obwodzie żambylskim; 27 443 mieszkańców (2009). Przemysł spożywczy, maszynowy.
Miejscowość jest położona przy drodze E40. Znajduje się tu kazachsko-kirgiskie przejście graniczne.